# سید محسن خرمدره
سید محسن خرمدره (زاده ۱۱ اردیبهشت ۱۳۳۹ - تهران) بازیگر سینما اهل ایران است. وی مدیرعامل مؤسسه فیلمسازی یاسین فیلم ماهان و عضو انجمن بازیگران حرفه‌ای خانه سینما بوده است.

## بازیگر
- شبکه (۱۳۹۰)
- سوگ سایه‌ها (۱۳۸۲)
- فریاد در شب (۱۳۸۲)
- بوی بهشت (۱۳۸۰)
- رنجر (۱۳۷۸)
- سحرگاه پیروزی (۱۳۷۸)
- شوخی (۱۳۷۸)
- چشم عقاب (۱۳۷۷)
- مجروح جنگی (۱۳۷۷)
- خلبان (۱۳۷۶)
- زندگی (۱۳۷۶)
- شمارش معکوس (۱۳۷۶)
- سرعت (۱۳۷۵)
- شوک (۱۳۷۵)
- بازی‌های پنهان (۱۳۷۴)
- دایره سرخ (۱۳۷۴)
- فرار مرگبار (۱۳۷۴)
- دیدار (۱۳۷۳)
- روز شیطان (۱۳۷۳)
- مهریه بی بی (۱۳۷۳)
- حماسه مجنون (۱۳۷۱)
- شکوه بازگشت (۱۳۷۱)

### تلویزیونی
- تله‌فیلم سرزمین ملائک (علی غفاری ۱۳۷۵)